# 제퍼슨 무어

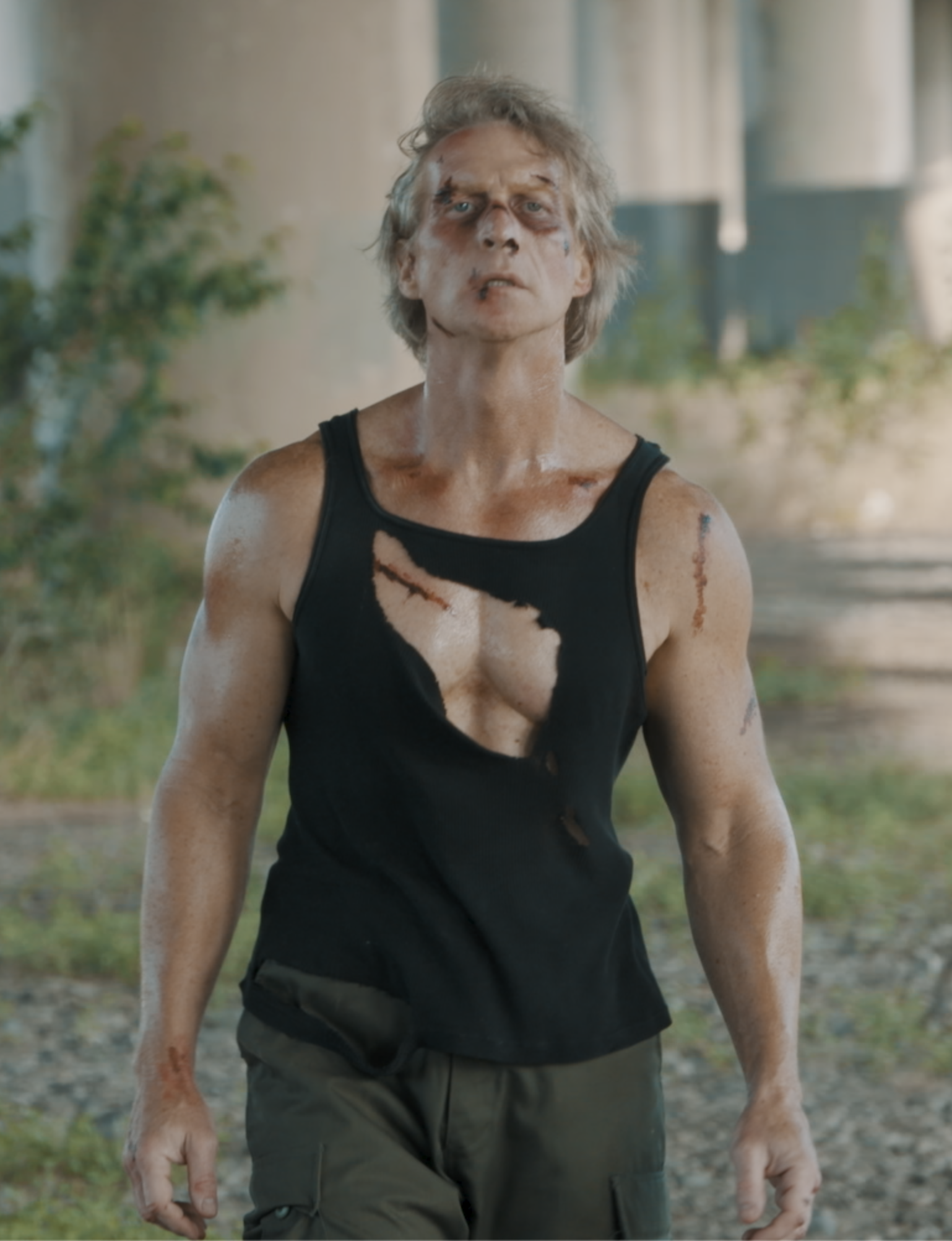

제퍼슨 무어(Jefferson Moore)는 미국의 영화 감독, 배우, 텔레비전 배우, 각본가이다.

## 영화
- 니키 앤 더 퍼펙트 스트레인저 (2013년) - 조쉬 역
- 피시스 오브 이스터 (2013년) - 링컨 제임스 역
- 1 메시지 (2011년)
- 클랜시 (2009년) - 닉 베스트 역
- 더 퍼펙트 기프트 (2009년) - 제스 역
- 어나더 퍼펙트 스트레인저 (2007년) - 예쉬 역
- H2O: 어 저니 오브 페이스 (2006년) - 지저스 역
- 더 퍼펙트 스트레인저 (2005년)
- 라 스포사 (2004년) - 안소니 역